# محیاء بنت امری‌القیس
محیا بنت امری القیس یکی از همسران علی بن ابی طالب است. گنجی شافعی، حسینی عاملی و مرتضی عاملی همسری را به نام محیا گزارش می‌کند و فرزندی مرده را به او منسوب می‌دانند در حالی که حمویی نامی از او نمی‌برد. ابن حجر عسقلانی گزارش می‌کند که پس از اسلام آوردن امری القیس، علی به همراه حسن و حسین به قبیله آنها وارد شدند و از دختران امری القیس خواستگاری کردند. امری القیس نیز سه دخترش را به عقد آن سه تن درآورد. سال ولادتش را ۳ ه.ق و وفاتش را ۱۹ ه.ق دانسته اند. او به سال ۱۳ ه.ق به عقد علی بن ابی طالب در آمد.

## تبار
نام پدرش را امری القیس بن عدی بن اوس بن جابر بن کعب بن علیم بن کلب گزارش کرده است که از قبیله بنی کلب بوده است.